# Iwan Schelisko
Iwan Tarassowytsch Schelisko (ukrainisch Іван Тарасович Желізко; * 12. Februar 2001 in Lwiw) ist ein ukrainischer Fußballspieler.

## Karriere

### Verein
Ab 2011 war Schelisko Teil der Jugendmannschaften von Karpaty Lwiw und ging zur Saison 2018/19 von der U19 in die zweite Mannschaft über. Im Sommer 2019 wechselte er zu MFK Karviná nach Tschechien, wo er zuerst Teil der U19 war und ab der Spielzeit 2020/21 der B-Mannschaft angehörte. Am 14. Dezember 2019 debütierte er bei einer 0:3-Niederlage gegen Slovan Liberec, bei der er zur 83. Minute für Ondřej Lingr eingewechselt wurde. Anfang 2021 rückte er in den Kader der ersten Mannschaft auf. Im Februar 2021 wurde er nach Lettland an den Valmiera FC verliehen. Dort reifte er schnell zum Stammspieler und wurde im Februar 2022 fest verpflichtet. In der Saison 2022 wurde er mit seinem Team Meister. Seit August 2023 steht er in Polen bei Lechia Gdańsk unter Vertrag. Mit dem bisherigen Zweitligisten stieg er 2024 in die Ekstraklasa auf.

### Nationalmannschaft
Mit der ukrainischen U17 nahm Schelisko an einigen Qualifikations- und Freundschaftsspielen teil. Anschließend folgten Partien mit der U18 sowie der U19.
Ab März 2021 war er für die ukrainische U21-Nationalmannschaft aktiv und bestritt alle Spiele seines Teams bei der Endrunde der U21-Europameisterschaft 2023. Bei dem Turnier war er größtenteils Ergänzungsspieler und erreichte mit seinen Mitspielern das Halbfinale, das man mit 1:5 gegen Spanien verlor. Im März 2024 bestritt er ein Länderspiel mit der U23-Mannschaft.